# Руинас
Руинас је насеље у Италији у округу Ористано, региону Сардинија.
Према процени из 2011. у насељу је живело 717 становника. Насеље се налази на надморској висини од 344 м.